# 1098
Năm 1098 là một năm trong lịch Julius.